# Sematophyllum simulans
Sematophyllum simulans är en bladmossart som beskrevs av F. D. Bowers 1974. Sematophyllum simulans ingår i släktet Sematophyllum och familjen Sematophyllaceae. Inga underarter finns listade i Catalogue of Life.